# Nationaal Stadion (Koeweit)
Het Nationaal Stadion is een multifunctioneel stadion in Koeweit, een stad in Koeweit. Het stadion wordt vooral gebruikt voor voetbalwedstrijden, het nationale voetbalelftal maakte gebruik van dit stadion. In het stadion is plaats voor 16.000 toeschouwers.